# ال کاپیتان (فرابر)
ال کاپیتان (فرابر) (به انگلیسی: El Capitan (ferry)) یک کشتی است که طول آن ۱۹۴ فوت (۵۹ متر) می‌باشد. این کشتی  در سال ۱۸۶۸ ساخته شد.